# Rhyothemis notata
Rhyothemis notata är en trollsländeart som först beskrevs av Fabricius 1787.  Rhyothemis notata ingår i släktet Rhyothemis och familjen segeltrollsländor. IUCN kategoriserar arten globalt som livskraftig. Inga underarter finns listade i Catalogue of Life.